# Bheemanakunte, Pavagada
Bheemanakunte là một làng thuộc tehsil Pavagada, huyện Tumkur, bang Karnataka, Ấn Độ.